# 圣吉勒 (安德尔省)
圣吉勒（法語：Saint-Gilles，法語發音：[sɛ̃ ʒil]）是法国安德尔省的一个市镇，属于勒布朗区。

## 地理
圣吉勒（46°29'42"N, 1°26'41"E）面积7.68 平方千米，位于法国中央-卢瓦尔河谷大区安德尔省，该省份为法国中部省份，北起卢瓦-谢尔省，西北接安德尔-卢瓦尔省，西南接维埃纳省，南至克勒兹省和上维埃纳省，东临谢尔省。
与圣吉勒接壤的市镇（或旧市镇、城区）包括：沙兹莱、帕尔纳克、鲁西讷、圣西夫朗、维古。
圣吉勒的时区为UTC+01:00、UTC+02:00（夏令时）。

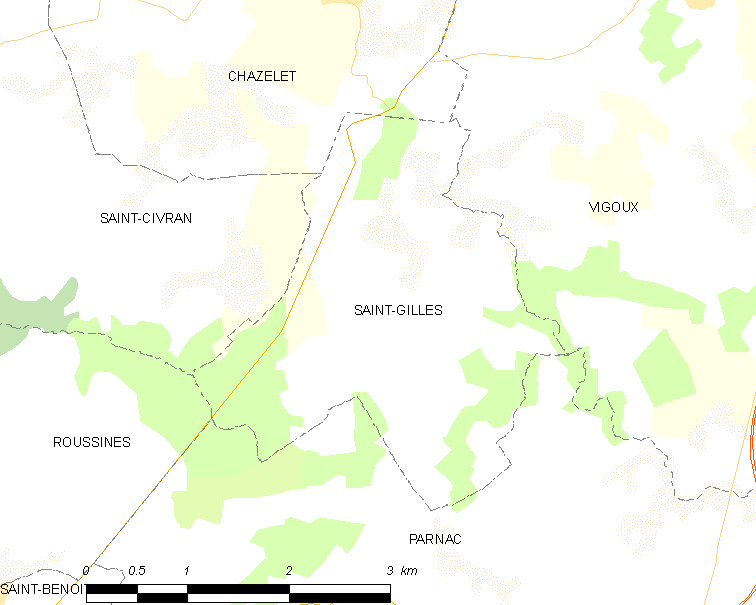
圣吉勒的OSM定位图

## 行政
圣吉勒的邮政编码为36170，INSEE市镇编码为36196。

## 政治
圣吉勒所属的省级选区为圣戈捷县。

## 人口

1962-2008年间圣吉勒人口变化图示

圣吉勒于2022年1月1日时的人口数量为92人。